# Raimo Reinikainen
Raimo Johannes Reinikainen, född 2 november 1939 i Helsingfors, är en finländsk målare och grafiker.
Reinikainen studerade vid Finlands konstakademis skola 1961–1966. Han målar bland annat i akvarell och färgpennsteknik. I sin konst tog han på 1960-talet ställning till politiska händelser, som han illustrerade på sitt eget teckenspråk. Senare gick hans konst mot alltmer introvert poetiska natur- och fantasiskildringar i litet format, vanligen utförda som färgteckningar. Han har också varit en flitig skribent i konst- och miljöfrågor och verkade som konstkritiker i Kansan Uutiset 1965–1972.